# Dulsk (powiat golubsko-dobrzyński)
Dulsk – wieś w Polsce położona w województwie kujawsko-pomorskim, w powiecie golubsko-dobrzyńskim, w gminie Radomin.

## Podział administracyjny
W latach 1954–1961 wieś należała i była siedzibą władz gromady Dulsk, po jej zniesieniu w gromadzie Radomin. W latach 1975–1998 miejscowość należała administracyjnie do województwa toruńskiego.

## Demografia
Według Narodowego Spisu Powszechnego (III 2011 r.) wieś liczyła 557 mieszkańców. Jest drugą co do wielkości miejscowością gminy Radomin.

## Zabytki
Według rejestru zabytków NID na listę zabytków wpisany jest drewniany kościół parafialny pw. Narodzenia NMP z XVIII w., nr rej.: A/350 z 31.08.1927.

## Wspólnoty wyznaniowe
We wsi znajduje się parafia pw. Wniebowzięcia Najświętszej Marii Panny.